# La Rosière
La Rosière – miejscowość i gmina we Francji, w regionie Burgundia-Franche-Comté, w departamencie Górna Saona.
Według danych na rok 1990 gminę zamieszkiwało 86 osób, a gęstość zaludnienia wynosiła 10 osób/km² (wśród 1786 gmin Franche-Comté La Rosière plasuje się na 657. miejscu pod względem liczby ludności, natomiast pod względem powierzchni na miejscu 521.).